# Zärtliche Wünsche
Zärtliche Wünsche (Originaltitel: Les Aveux les plus doux) ist ein französischer Spielfilm aus dem Jahr 1971 von Édouard Molinaro mit Marc Porel, Caroline Cellier, Philippe Noiret und Roger Hanin. Seine deutsche Erstausstrahlung hatte der Film 1975 im DDR-Fernsehen.

## Handlung
Der junge unbekümmerte Jean und die sanfte Catherine sind ein Liebespaar. Sie leben in einer Stadt am Meer das Leben junger Bohemiens, spielen am Strand und lieben sich. Sie fahren mit einem gestohlenen Auto umher, das sie allerdings nach einer Weile stehen lassen. Als Jean sich an einem Überfall auf einen Zirkus beteiligt, erlegt sein Komplize einen Zirkusmann. Jean, der das nicht wollte, flieht. Zwei Polizisten, Muller und Borelli, sollen den Mord am Zirkusmann aufklären. Sie haben Jean in Verdacht, können ihm jedoch nichts nachweisen. Durch einen Zufall erkennt der Zirkusdirektor Jean wieder. Sie mischen sich in das Liebesleben Jeans ein und sorgen dafür, dass Jean und Catherine heiraten. Doch weder Jean noch Catherine sind zu Aussagen bereit. Es beginnt eine perfide Intrige der beiden Polizisten.

## Hintergrund
Edouard Molinaro wollte nach Der Mann im roten Rock erneut mit Claude Jade arbeiten, die hier Marc Porels Freundin Catherine spielen sollte. Doch die Schauspielerin, die bereits im ersten gemeinsamen Film Nacktszenen abgelehnt hatte, lehnte ab. Sie sei noch nicht bereit, Nacktszenen zu spielen. Molinaro gab die Rolle daraufhin Caroline Cellier. Molinaro tut in Zärtliche Wünsche so, als spiele der Film in Frankreich, allerdings tragen die Polizisten italienische Uniformen. Die Außenaufnahmen am Strand, in den Straßen, im und vor dem Gefängnis sowie im Rathaus entstanden in Algerien.

## Kritik
„Das Drama übt harsche, aber nicht übertriebene Kritik an Methoden der Polizei und betont, daß auch der Schuldige ein Recht auf menschenwürdige Behandlung hat.“